# Бичевание Христа (Пьеро делла Франческа)
«Бичевание Христа» — картина итальянского художника Пьеро делла Франческа, написанная около 1455—1460 годов. Названная одним из критиков «маленькой загадочной картиной», отличается сложной и необычной иконографической композицией, ставшей предметом самых разнообразных теорий. Искусствоведы отмечают мастерское использование линейной перспективы в изображении места действия, выполненного с высокой реалистичностью, геометрический порядок композиции и общую атмосферу безмолвия, переданную художником. Портрет бородатого мужчины на переднем плане рассматривается, как необычайно выразительный для живописи времён Пьеро делла Франческа. Искусствовед Кеннет Кларк назвал её «величайшей маленькой картиной в мире». Фредерик Хартт описал картину, как «почти совершенное достижение Пьеро, абсолютное воплощение идеалов Раннего Возрождения».

## Описание
Темой картины является бичевание Иисуса Христа римлянами — канонический эпизод Страстей Христовых. Новозаветное событие происходит в открытой галерее, на среднем плане картины. На переднем плане справа стоят три фигуры, явно безразличные к происходящему. Картина подписана латинской надписью на пьедестале под сидящим персонажем: OPVS PETRI DE BVRGO S[AN]C[T]I SEPVLCRI — «работа Пьеро из Борго-Сансеполькро» (родной город художника).

## Интерпретации
Основная часть научных дебатов вокруг картины сводится к идентификации трёх фигур на переднем плане или их смысловой значимости. Различные теории рассматривают их либо как современников художника, либо как персонажей Нового завета, либо как не имеющих однозначной идентификации (например, сидящий человек, очевидно символизирующий Понтия Пилата, по ряду признаков идентифицируется с византийским императором Иоанном VIII Палеологом). Немаловажное значение имеет также тот факт, что освещение обеих половин, на которые разделена картина, отличается. Сцена бичевания освещается справа, а, предположительно, «современный» для художника пейзаж — слева. Установлено, что изначально на раме картины была начертана латинская фраза «Convenerunt in Unum», взятая из Псалма 2 Псалтири: «и князи собрались вместе на Господа и на Христа Его». Эта же фраза цитируется в Деяниях апостолов (4:26) по отношению к Пилату, Ироду и иудеям.

### Традиционная
Согласно традиционной трактовке, общепринятой в Урбино, загадочная троица изображает Оддантонио да Монтефельтро, первого герцога Урбино, стоящего между двух своих советников — Манфредо дей Пио и Томмазо ди Гвидо дель Аньело. Все трое были убиты 22 июля 1444 года. Ответственность за смерть Оддантонио возлагалась на советников, так как именно их непопулярное в народе правление привело к роковому заговору. С этой точки зрения, картина, которая могла быть заказана Федерико да Монтефельтро, братом Оддантонио, наследовавшим титул герцога Урбино после его смерти, проводит аналогию между гибелью безвинного Оддантонио и судьбой Христа. По другой версии, на картине изображены не советники, а предполагаемые убийцы Оддантонио, граждане Урбино Серафини и Риччарелли. Против этих двух версий свидетельствует тот факт, что Оддантонио был похоронен без почестей в безымянной могиле, а между Федерико и гражданами Урбино был заключён письменный договор, в котором он обязуется предать забвению преступление против Оддантонио и даже гарантирует защиту лицам, имеющим к нему отношение. Картина, реабилитирующая первого герцога Урбино или написанная в его память, стала бы нарушением этого договора и предательством граждан Урбино.

### Династическая
По другой традиционной трактовке, картина, заказанная Федерико да Монтефельтро, просто изображает его предков или родственников. Это мнение подкрепляется описью кафедрального собора Урбино XVIII века, где хранилась картина, внесённая в список, как «Бичевание Господа нашего Иисуса Христа, с портретами герцога Гвидобальдо и Оддо Антонио». Несмотря на то, что в названии содержится ошибка (герцог Гвидобальдо, сын Федерико, родился только в 1472 году), запись свидетельствует о превалирующем в то время убеждении, что на картине изображены родственники Федерико. По династической версии правая фигура может изображать Гвидантонио, отца Оддантонио и Федерико. 

### Политико-богословская

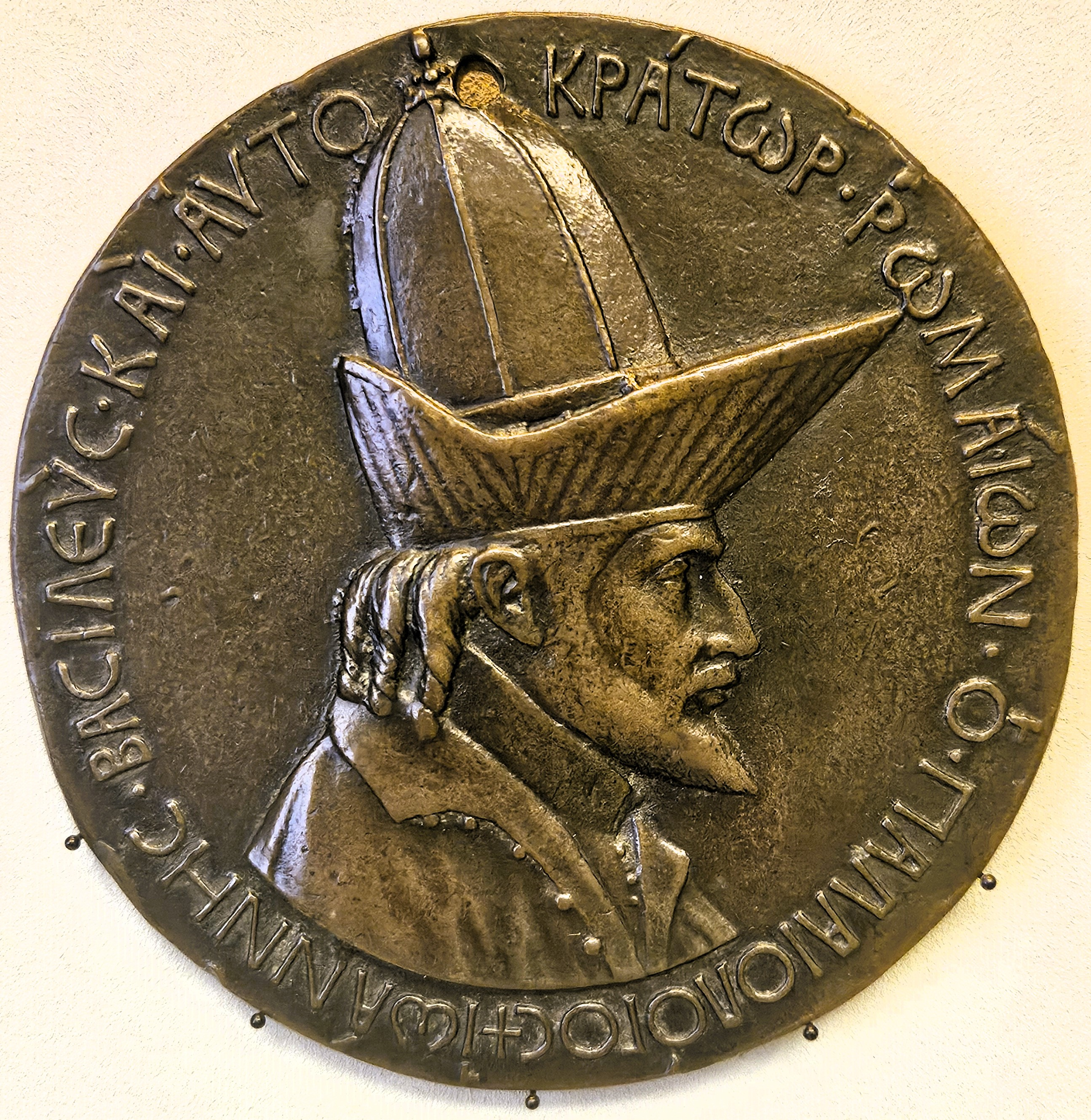
Медаль с изображением Иоанна VIII Палеолога во время его визита во Флоренцию (Пизанелло, 1438). Сидящий человек на картине носит похожую шляпу.

В прошлом бытовало мнение, что троица изображает ангела, стоящего между Римско-католической и Православной церквями, разделение которых привело к расколу христианского мира, но в настоящее время такой взгляд признан устаревшим. 
«Бичевание Христа» написано вскоре после падения Константинополя — события, получившего огромный резонанс в христианском мире. Аллегории на него, как и изображения византийских императоров, были нередки в итальянской живописи тех времён, как можно видеть на фресках Капеллы волхвов в палаццо Медичи-Риккарди, созданных Беноццо Гоццоли. Многие эксперты находили связи с этим событием и в картине Пьеро делла Франчески.
Сидящий человек в левой части картины может изображать византийского императора Иоанна VIII Палеолога, так как его головной убор — необычная красная шляпа с загнутыми полями — по форме аналогична шляпе на медали Пизанелло (см. слева). Карло Гинзбург предположил в 2000 году, что картина может быть своеобразным приглашением Федерико да Монтефельтро от кардинала Виссариона Никейского и гуманиста Джованни Баччи принять участие в крестовом походе. Юноша в центре троицы — возможно, Бонконте II да Монтефельтро, умерший от чумы в 1458. Страдания Христа, таким образом, символизируют и византийскую трагедию, и потерю в семействе Монтефельтро. 
Сильвия Рончи, наряду с другими искусствоведами, соглашается с трактовкой картины, как политического послания от кардинала Виссариона Никейского, связывающего бичевание Христа с бедствием Константинополя, осаждённого османскими турками — трагедии для всего христианского мира. По такой версии фигура в тюрбане может изображать Мурада II, сидящий человек — Иоанна VIII, троица (слева направо) — кардинала Виссариона, Фому Палеолога (брата Иоанна VIII, изображённого босым, так как, не будучи императором, он не мог носить пурпурные туфли в присутствии действующего императора) и Никколо III д’Эсте, правителя Феррары во время проведения Ферраро-Флорентийского собора.

### Версия Кеннета Кларка
В 1951 году искусствовед Кеннет Кларк определил в бородатом персонаже греческого учёного, а всю картину целиком — как аллегорию страдания Церкви в связи с падением Византийской империи и крестового похода, обсуждавшегося на Мантуанском соборе, организованном папой Пием II. Кларк соглашался с мнением, что сидящий человек изображает византийского императора.

### Версия Мэрилин Эронберг Лавин
Иное объяснение картины предложила искусствовед Мэрилин Эронберг Лавин в своей книге «Пьеро делла Франческа: Бичевание». Она заметила, что композиция сцены бичевания, с сидящим Понтием Пилатом и стоящим спиной Иродом, встречается на старинных изображениях, которые могли быть известны художнику. Соответственно, левая часть картины изображает новозаветный сюжет, без каких-либо аллегорий.
В крайнем справа персонаже Лавин определила Лудовико III Гонзагу, маркграфа Мантуи, а в бородаче — его близкого друга, астролога Оттавио Убальдини делла Карда, жившего в резиденции Лудовико — Палаццо Дукале. Лавин отмечает, что Оттавио на картине имеет традиционный для астролога вид, от одеяния до раздвоенной бородки. Ко времени написания картины и Лудовико, и Оттавио потеряли любимых сыновей, символом которых является фигура юноши, стоящего между ними в лавровом венке, символизирующем славу. Лавин предположила, что страдания Христа, изображённые на картине, являются аллюзией на отцовское горе, и что она была заказана Оттавио в качестве алтарной картины для его личной молельни в Палаццо Дукале (фасад алтаря в точности соответствует размеру картины). Установленную в алтарь картину можно было бы рассмотреть под правильной перспективой, только преклонив перед алтарём колена.

## Фильмография
- «Мечта о диагонали», фильм Алена Жобера[фр.] из цикла «Палитры» (Франция, 1993).